# جعفر الأكبر
الأمير أبو الفضل جَعفَر الأكْبَر بنُ عبدِ الله المَنْصُور بن مُحَمَّد بن عَلِيُّ بن عَبدِ الله بن العَبَّاس الهاشِميُّ القُرشيُّ (125 - صَفَر 151 هـ / 742 - مارس 768 م) والمعروف اختِصارًا جَعْفَر الأكْبَر، هو أميرٌ ووالٍ عبَّاسيّ، وهو الأبن الأكبر للخليفة العباسي الثاني أبُو جَعْفَر المَنْصُور، وشقيق الخليفة مُحمَّد المهدي.

## نشأته

### نسبه
جَعْفَر بنُ عَبدُ الله اَلمَنْصُور بن مُحَمَّد بن عَلِيّ بن عَبدِ الله بن العَبَّاس بن عَبد المُطَّلِب بن هاشِم بن عَبد مَناف بن قُصي بن كِلاب بن مُرة بن كَعب بن لُؤي بن غالِب بن فَهر بن مالِك بن النَّضر بن كِنانة بن خُزَيمة بن مُدرِكة بن إلياس بن مَضَر بن نِزار بن مُعد بن عدنان.
والدتُه هي أروَى اَلمَعروُفة أكثر بإسم أُمِّ مُوسى بنتُ مَنصور الحِميَريَّة اليَمانيَّة وهي أوَّلُ زَوجات اَلمَنْصُور، والذي لم يتزوَّج عليها حتى وفاتها، ويعود نسبها إلى ملوك حِميَر. والدها منصور الحميري، ولديها أخ اسمه يزيد.

### ولادته
ولد الأميرُ جَعْفَر عام 125 هـ / 742/3 م، في الحُمَيْمَة من بِلاد البَلقاء التَّابعة لمنطقة جند الأُردُن. يُكنى أبو الفضل.

### طفولته
حينما بَلَغَ جَعْفَر الحادية عشرة أو الثانية عشرة من عمره بويع أبيه اَلمَنْصُور كثانيَ خليفة في دولة الخِلافة العَبَّاسيَّة، وقَد أنْجَبَت والدتُه أُم مُوسى إبنان هُما مُحَمَّد وجعفر. والتي توفيت عام 764 بعد عامٍ على اكتِمال إنشاء عاصِمة الخِلافة الجَديدة بَغْداد. وأمَّا سبب تسميَتِه بجَعفْر الأكْبَر فهو لأن إحدى مُحظيات والدُه المنصور الكُرديَّة أنجبت طفلاً سمّاه والدُه جعفر وعُرف فيما بعد جَعْفَر الأصْغَر.

## حياته العملية

### ولاية المَوْصِل
كان عُمرَهُ عشرُون عاماً حينما تولّى ولاية الموصل لسنتين بدءاً من 762 حتى 764، وبصفته الابن الأكبر للمنصور كان مُرشَّحاً لتولي الخلافة، غير أن المنصُور أعجب بقدرة المهدي وتحقيقه فتوحات من أهمها فتح طبرستان (758-759).

### مسألة ولاية العهد
اعتُبِر جعفر الأكبر ومحمد المهديّ ورثة الخَليفة أبُو جَعْفَر المَنْصُور، والمُرَشَحين لخلافته، غير أن المنصُور رأى في المهدي علامات الرياسة والمقدرة على الحكم، فضغط على عيسى بن موسى لتقديم المهدي عليه، وجرى ذلك في سنة 147هـ / 764م.

## وفاته
تُوفي جَعفر في حياةِ أبيه وكان لهُ من العُمر خمسٌ وعُشرُون عاماً وذلك في صفر سنة 151هـ / مارس 768م، فصلَّى عليه أبُوه، ودُفن ليلًا في مقابر قُريش في بَغْدَاد.

## حياته الشخصية
تزوج جعفر سلسل بنت عطاء - وهي أخت الخيزران بنت عطاء -، حيث أنجب منها عدد من الأبناء، هُم سليمان وعيسى وعبيد الله وقيل عيسى وجعفر، وزُبَيْدة (زوجة ابن أخيه الخليفة هارون الرشيد) ولُبابَة، وقد اعتنى بهم والدهُ المَنْصُور، ومن ثُم أخيه مُحَمَّد المِهْدِي بعد توليه الخِلافة.

### فهرس المنشورات
1. 1 2 3  Abbott، Nabia (1946). Two Queens of Baghdad: Mother and Wife of Hārūn Al Rashīd. University of Chicago Press. ص. 15–16. ISBN:978-0-86356-031-6.
2. 1 2  محمد بن جرير الطبري؛ Hugh Kennedy (1990). The History of al-Tabari Vol. 29: Al-Mansur and al-Mahdi A.D. 763-786/A.H. 146-169. SUNY series in Near Eastern Studies. State University of New York Press. ص. 148–49.
3. 1 2  البلاذري (1996). أنساب الأشراف. دار الفكر. ج. 4. ص. 369.
4. ↑  الخطيب البغدادي (2001)، تاريخ بغداد، تحقيق: بشار عواد معروف (ط. 1)، بيروت: دار الغرب الإسلامي، ج. 8، ص. 26، OCLC:49659164، QID:Q114815356 – عبر المكتبة الشاملة
5. ↑  ابن كثير (2004)، ص. 1513.
6. ↑  ابن الأثير (2005)، ص. 828.
7. ↑  "Search results for جعفر بن عبد الله بن محمد بن علي". hadithtransmitters.hawramani.com. مؤرشف من الأصل في 2023-11-20. اطلع عليه بتاريخ 2023-11-20.

### معلومات المنشورات كاملة
الكتب مرتبة حسب تاريخ النشر
- ابن كثير الدمشقي (2004)، البداية والنهاية، تحقيق: أبو صهيب الكرمي (ط. 1)، لبنان: بيت الأفكار الدولية، OCLC:1014077365، QID:Q123368203
- محمد بن جرير الطبري (2004). تاريخ الأمم والملوك، تاريخ الطبري: طبعة مقدم لها بتوضيح في أسانيد الطبري وبيان المؤاخذات عليها، وصححت النسخة على أصح النسخ الموجودة، وخدمت بفهارس للآيات وفهارس للأحاديث، وفهارس للموضوعات. مراجعة: أبو صهيب الكرمي. عَمَّان: بيت الأفكار الدولية. ISBN:978-9957-21-152-3. OCLC:956977290. QID:Q123224476.